# NGC 1401
NGC 1401 (również PGC 13457) – galaktyka soczewkowata (SB0), znajdująca się w gwiazdozbiorze Erydanu. Została odkryta 9 grudnia 1784 roku przez Williama Herschela. Galaktyka ta należy do gromady w Erydanie.